# Dakouin
Le dakouin est un plat béninois réalisé avec du poisson, des tomates et du gari.

## Ingrédients
Les ingrédients d'un dakouin sont les suivants :
- du poisson frais;
- du gari ;
- des crevettes séchées moulues;
- de l’oignon;
- des tomates fraîches écrasées;
- du piment vert entier et écrasé;
- du bicarbonate ou de la potasse;
- de l’ail écrasé;
- du poivre écrasé;
- des feuilles de laurier;
- de l’huile;
- du sel et de l’eau.

## Préparation
La préparation du dakouin consiste à bien nettoyer les poissons avec du citron ou du vinaigre, à les assaisonner et les laisser mariner pendant quelques minutes. Par la suite, verser le tout dans une casserole avec de l’huile d’arachide et de la tomate fraîche écrasée, pour ensuite bien les mélanger. Ajouter un peu de bicarbonate pour diminuer l'acidité de la tomate. Ajouter au premier mélange, une partie de l’oignon émincé, du piment vert en morceaux, à laisser cuire pendant cinq minutes avant d'ajouter les autres épices. 
Laisser encore cuire pendant cinq minutes à feu doux. Ajouter de l’eau et porter à ébullition pendant dix bonnes minutes, puis y déposer les poissons et laisser cuire pendant cinq minutes.
Après cuisson, retirer délicatement les poissons de sorte qu’ils ne s’effritent pas, réserver dans un bol un peu de la sauce. Éteindre ensuite le feu, ajouter à la sauce restante dans la marmite, le reste de l’oignon, puis y verser en plus la farine de gari. Bien mélanger et remuer pendant deux à trois minutes pour obtenir une pâte bien homogène,.